# Old Parade Morandi
Old Parade Morandi è il quattordicesimo album del cantante italiano Gianni Morandi, pubblicato su vinile a 33 giri dall'etichetta discografica RCA Italiana nel 1978.

## Descrizione
Negli anni settanta Morandi attraversa un relativo periodo di crisi professionale e commerciale, anche se il 1978 lo vede protagonista in televisione con il programma musicale 10 Hertz, trasmesso da Rai 1 a partire dal 18 ottobre 1978 al 3 maggio 1979 per 56 puntate..
A stretto giro dall'album Gianni Morandi, pubblicato qualche mese prima, Morandi pubblica un nuovo album, questa volta di cover dei suoi autori preferiti, caratterizzato da arrangiamenti moderni ed in certi casi, per i brani più ritmati, da venature disco music, genere molto in voga in quel periodo, ad opera di Dino Kappa, prodotto da Renato Coppola.
L'album contiene tra gli altri, brani di Adriano Celentano, Umberto Bindi, Little Tony, Sergio Endrigo, Giorgio Gaber.
Dall'album non viene estratto alcun singolo a 45 giri.

## Edizioni
L'album è stato pubblicato dalla RCA Italiana con numero di catalogo PL31415. Del disco esiste anche una ristampa in CD pubblicata nel 2000 su etichetta BMG 74321737712, ed è presente in digitale e per le piattaforme streaming, .

## Tracce
Lato A
1. Canzone per te – 3:25 (testo: Sergio Endrigo e Sergio Bardotti – musica: Sergio Endrigo; edizioni musicali Usignolo)
2. Cuore matto – 2:59 (testo: Armando Ambrosino – musica: Toto Savio; edizioni musicali Durium)
3. Notte di luna calante – 2:57 (Domenico Modugno; edizioni musicali Curci)
4. La ballata del Cerutti – 3:29 (testo: Umberto Simonetta – musica: Giorgio Gaber; edizioni musicali Radio Record Ricordi)
5. La gatta – 3:29 (Gino Paoli; edizioni musicali Fama)
6. Azzurro – 3:29 (testo: Vito Pallavicini – musica: Paolo Conte; edizioni musicali Clani)

Lato B
1. Quando quando quando – 3:13 (testo: Alberto Testa – musica: Tony Renis; edizioni musicali Ritmi e canzoni)
2. Il mondo – 2:56 (testo: Gianni Meccia – musica: Jimmy Fontana, Carlo Pes; edizioni musicali RCA)
3. Legata ad un granello di sabbia – 2:56 (testo: Nico Fidenco – musica: Gianni Marchetti, Nico Fidenco; edizioni musicali RCA)
4. Sei rimasta sola – 2:24 (testo: Miki Del Prete – musica: Ricky Gianco; edizioni musicali Leonardi)
5. Una rotonda sul mare – 2:31 (testo: Franco Migliacci – musica: Aldo Valleroni, Pietro Faleni; edizioni musicali Ariston, La Bussola)
6. Arrivederci – 3:41 (testo: Giorgio Calabrese – musica: Umberto Bindi; edizioni musicali Ariston)

## Formazione
- Derek Wilson - batteria
- Dino Kappa - basso
- Alessandro Centofanti - tastiere
- Carlo Pennisi - chitarra
- Fernando Fera - chitarre
- Gianni Oddi - sax (traccia A2)
- Luciano Ciccaglioni - banjo (tracce A4, A6)
- Adriano Giordanella - percussioni
- Karl Potter - percussioni